# Stephen Mangan
Stephen James Mangan (Londen, 16 mei 1968) is een Brits acteur.

## Biografie
Mangan begon zijn carrière in 1994, in het theater. Zo speelde hij tussen 1994 en 2000 in tal van stukken door William Shakespeare, Irwin Shaw, Noël Coward, Gottfried Benn en Oliver Goldsmith. In 2001 brak hij door als acteur met de hoofdrol (Adrian Mole) in de serie Adrian Mole: The Cappuccino Years. Mangans eerste rol in een film was in 2000, als Dokter Crane in Billy Elliot. Mangan speelde de rol van Cloten in Shakespeares Cymbeline, een hoorspel door Clive Brill. In 2018 werd de eerste door hem bedachte serie uitgezonden, namelijk Hang Ups. Hierin speelt hij zelf ook mee, als Richard Pitt.

## Filmografie

### Films
| Jaar | Titel                                         | Rol                                                                |
| ---- | --------------------------------------------- | ------------------------------------------------------------------ |
| 2000 | Billy Elliot                                  | Dokter Crane                                                       |
| 2001 | Offending Angels                              | Fergus                                                             |
| 2001 | Birthday Girl                                 | Bank-manager                                                       |
| 2001 | Chunky Monkey                                 | Pierre DuPont                                                      |
| 2002 | New Year's Eve                                | David                                                              |
| 2003 | SuperTex                                      | Max Breslauer                                                      |
| 2005 | Festival                                      | Shaun Sullivan                                                     |
| 2006 | Confetti                                      | Josef                                                              |
| 2006 | Someone Else                                  | David                                                              |
| 2009 | Beyond The Pole                               | Mark                                                               |
| 2013 | Rush                                          | Alastair Caldwell                                                  |
| 2014 | Pieter Post: De film (Postman Pat: The Movie) | Pieter Post (Postman Pat) / Pieterbot 3000 (Patbot 3000) (stemmen) |
| 2015 | Birthday                                      | Ed                                                                 |
| 2017 | Breathe                                       | Dokter Clement Aitken                                              |

### Televisie
| Jaar      | Titel                                 | Rol                         | Opmerkingen |
| --------- | ------------------------------------- | --------------------------- | ----------- |
| 1999      | Watership Down                        | Bigwig / Silverweed / Shale | Stemmen     |
| 1999      | Big Bad World                         | Justin                      |             |
| 2000      | In Defence                            | John Henderson              |             |
| 2000      | Human Remains                         | Clown                       |             |
| 2001      | Sword Of Honour                       | Frank De Souza              |             |
| 2001      | Thunder Pig                           | Leon                        |             |
| 2001      | Adrian Mole: the Cappuccino Years     | Adrian Mole                 |             |
| 2002      | I'm Alan Partridge                    | Dan Moody                   |             |
| 2003      | Seven Wonders Of The Industrial World | Jules Isidore Dingler       |             |
| 2003      | Ready When You Are, Mr McGill         | Roland                      |             |
| 2003      | Lucky Jim                             | Bertrand                    |             |
| 2004      | Wren: The Man Who Built Britain       | Robert Hooke                |             |
| 2004      | Green Wing                            | Dokter Guy Secretan         |             |
| 2005      | Sunday Pants                          | The Imp                     | Stem        |
| 2005      | Nathan Barley                         | Rod Senseless               |             |
| 2005      | Bromwell High                         | Gavin                       | Stem        |
| 2005-2006 | Jane Hall                             | Robert                      |             |
| 2007      | Marple                                | Inspecteur Larry Bird       |             |
| 2007      | Hyperdrive                            | Green Javelins              |             |
| 2008      | Never Better                          | Keith                       |             |
| 2009      | Free Agents                           | Alex                        |             |
| 2011      | The Hunt for Tony Blair               | Tony Blair                  |             |
| 2011–2017 | Episodes                              | Sean Lincoln                |             |
| 2012      | Dirk Gently                           | Dirk Gently                 |             |
| 2016      | Houdini and Doyle                     | Arthur Conan Doyle          |             |
| 2018      | Bliss                                 | Andrew Marsden              |             |
| 2018      | Hang Ups                              | Dokter Richard Pitt         |             |
| 2018      | The Split                             | Nathan Sterne               |             |

- Bibliothèque nationale de France: cb155467823 (data)
- Gemeinsame Normdatei: 1061963217
- International Standard Name Identifier: 0000 0001 1046 7972
- Library of Congress Control Number: no2003118556
- MusicBrainz: f73dfa27-e4cc-416b-bb7d-368c174944b9
- Nationale Bibliotheek van Israël: 987007393212305171
- Nederlandse Thesaurus van Auteursnamen: 264596617
- SNAC: w6ds0923
- Virtual International Authority File: 24913729
- WorldCat: E39PBJjmWdkgp4t9T3Qf38gHYP